# Dika Mem
Dika Mem (Párizs, 1997. augusztus 31. –) olimpiai, világ- és Európa-bajnok francia válogatott kézilabdázó, jobbátlövő.

## Pályafutása
Mem viszonylag későn, 13 éves korában kezdett kézilabdázni, miután egy gyerekkori barátja szólt neki, hogy fiatal balkezeseket keresnek a Párizs egyik elővárosában működő CSM Eaubonne csapatába. 2013-ban, 16 évesen már a felnőttek között játszott a francia harmadosztályban. Tehetségére az utánpótlás válogatottnál is felfigyeltek, 2014-ben aranyérmes lett az U18-as Európa-bajnokságon, 2015-ben pedig az U19-es világbajnokságon. Szerette volna leigazolni a bajnok PSG csapata is, de ő a több játéklehetőség reményében egy másik francia első osztályú csapatba, a Tremblay-en-Franceba szerződött. A lehetőséggel élni is tudott, 25 mérkőzésen 93 gólt szerzett, amivel több európai élcsapat érdeklődését is felkeltette. 2016-ban az FC Barcelona hat évre szóló ajánlatát fogadta el végül.
Ebben az évben már a felnőtt válogatottba is meghívást kapott. A 2017-es világbajnokságra a szűkített keretbe eredetileg nem fért be, de Luka Karabatić sérülése miatt a csoportmérkőzések során kivált a csapatból, pótlására Memet hívták be. Ezen a világversenyen kiegészítő emberként számítottak rá, de így két góllal segítette csapatát világbajnoki címhez.
A spanyol csapatban a spanyol bajnokság mellett a Bajnokok Ligájában is élt a lehetőséggel, a nemzeti bajnokságban minden évben bajnoki címet ünnepelhetett. A 2017–2018-as szezon után a Handball-Planet nevű kézilabdás szakportál szavazásán a legígéretesebb fiatal tehetségnek választották. Első Barcelonában töltött szezonjában eljutott csapatával a Bajnokok Ligája Final Fourjába, ahol a negyedik helyen végzett, a két mérkőzésen összesen háromszor volt eredményes. A 2017–2018-as szezonban ugyan éremért nem küzdhetett a BL-ben, de teljesítményének elismeréseként az All Star csapatba bekerült. A szezon végén a még négy évig érvényes szerződését további két évvel, 2024-ig meghosszabbította. A Barcelona ezekben az években mindig a végső győzelemre is esélyes csapatnak számított, többnyire eljutottak a Final Fourba, győzedelmeskedni 2021-ben sikerült. Ebben a szezonban Mem volt csapata legtöbb gólt szerző játékosa, összesen 93-szor talált be, ezzel a góllövőlista második helyén zárt, és ismét bekerült az All Star csapatba.
A 2021-re halasztott tokiói olimpián aranyérmet nyert. Az Európa-bajnokságot 2024-ben tudta megnyerni.

## Sikerei, díjai
- Olimpiai bajnok: 2020
- Világbajnokság győztese: 2017
  - 2. helyezett: 2023
  - 3. helyezett: 2019, 2025
- Európa-bajnok: 2024
  - 3. helyezett: 2018
- Bajnokok Ligája győztese: 2021, 2022, 2024
- Spanyol bajnokság győztese: 2017, 2018, 2019, 2020, 2021, 2022, 2023
- Bajnokok Ligája All Star csapat tagja: 2018, 2021, 2022